# Fagraea woodiana
Fagraea woodiana är en gentianaväxtart som beskrevs av Ferdinand von Mueller. Fagraea woodiana ingår i släktet Fagraea och familjen gentianaväxter. Inga underarter finns listade i Catalogue of Life.